# Abbott of Farnham

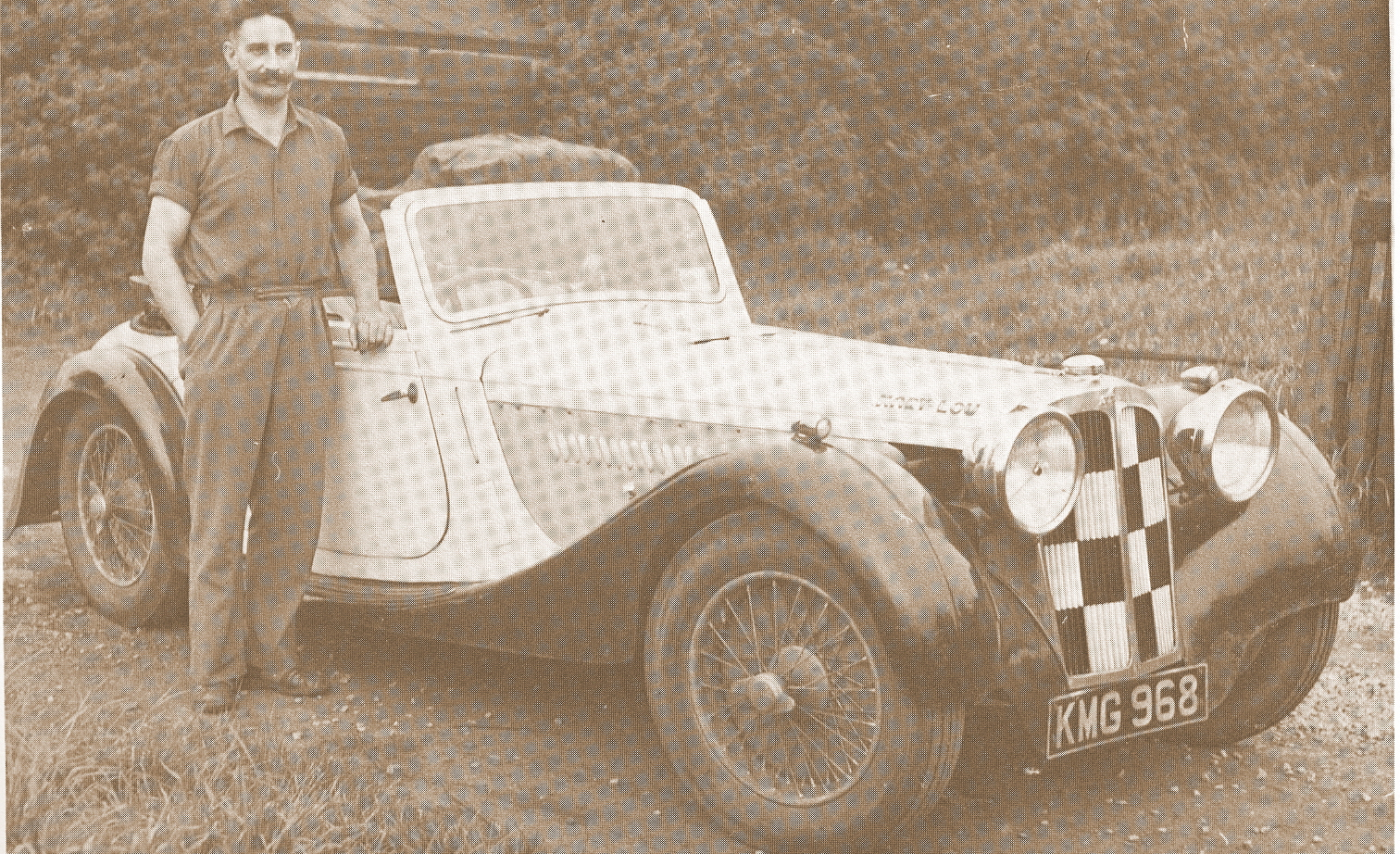
Atalanta V-12 s.w.b. 2-seat Drop Head Coupe von Abbott (1939)

Abbott of Farnham ist der Name eines ehemaligen britischen
Karosseriebauunternehmens mit Sitz in Wrecclesham bei Farnham (Surrey).

## Unternehmensgeschichte
Edward Dixson Abbott war Marineflieger im Ersten Weltkrieg, schloss danach eine Berufsausbildung bei der Wolseley Motor Company ab und arbeitete danach in der Styling-Abteilung dieses Automobilherstellers. Es folgte eine Anstellung beim Karosseriebauer Page and Hunt in Farnham, in der er zuletzt die Stellung eines Verkaufsleiters für den Großraum London innehatte.
1929 ging die Firma eine freiwillige Liquidation ein, und Abbott nutzte die Gelegenheit, um sich selbständig zu machen. Im rauen wirtschaftlichen Klima der 1930er Jahre fehlte es anfangs an Aufträgen für Sonderaufbauten für Personenwagen. Eine frühe Arbeit betraf einen Roadster auf dem Fahrgestell eines Bugatti Type 50 von 1930; das Fahrzeug ist erhalten geblieben. Abbott war in dieser Zeit überwiegend mit Aufbauten für Nutzfahrzeuge beschäftigt. Ab 1931 stellte die Firma regelmäßig auf den Automobilausstellungen in London aus. Belegt sind PKW-Karosserien für den Kleinwagen Austin 7, für britische Talbot sowie Daimler, wobei Abbott seine früheren Kundenkontakte bei Page and Hunt zugutekamen. Vereinzelt wurden auch Fahrgestelle von Rolls-Royce eingekleidet, so z. B. ein eleganter Sports Saloon auf dem Chassis des Phantom III von 1936 (Chassis Nr. 3AX153).
Ein Vertrag mit dem Buick-Importeur Lembrun & Hartman sicherte weitere Arbeit, und nach der Übernahme einer Automobilvertretung der Marke Armstrong Siddeley wurden auch Karosserien für diese Fahrgestelle gebaut. Für Aston Martin, dessen Werkskarosserien bis dato ausschließlich von der E. Bertelli Ltd. in Feltham geliefert worden waren, konnte Abbott ein attraktives, 2/4-sitziges Cabrio auf dem kurzen Fahrgestell des Modells 15/98 beisteuern, das an der Motor Show in London 1937 erstmals gezeigt wurde und £ 625 kostete. Ein weiterer, eher kurzlebiger Kunde war Atalanta Motors, deren Werkskarosserien – Roadster mit ausgeschnittenen Türen und „Motorrad“-Kotflügeln vorn, Cabrios mit 2 und 4 Sitzen, ein 2-sitziges Coupé und ein Saloon – allesamt bei Abbott entstanden. Das war weniger großartig, als es sich anhört; es sind zwischen 1937 und 1939 nur rund 20 Atalanta gebaut worden, 19 davon mit Abbott-Aufbau. Etwa 10 existieren noch.
Nach dem Zweiten Weltkrieg gingen sowohl die Anzahl der Hersteller von geeigneten Fahrgestellen wie auch die Nachfrage nach Sonderkarosserien zurück. Abbott lieferte einige Cabriolets („Drop Head Coupés“) auf dem Chassis des Bentley Mark VI sowie sehr elegante Coupés auf jenem des R-Type, die trotz ihrer augenfälligen Form Two-Door Sports Saloon („zweitürige Sportlimousine“) genannt wurden.
Für einen Kunden in Neuseeland karossierte Abbott 1951–1952 eine viersitzige Version des Jaguar XK 120 OTS. Obwohl das Fahrzeug der Serienversion sehr ähnlich sieht, wurde der größte Teil der Karosserie neu angefertigt.
Ein weiteres Standbein zwischen 1950 und 1954 war die Herstellung von 2+2-sitzigen-„Serien“-Cabriolets Healey Abbott auf dessen Chassistypen B, C und F mit Riley-2,5-Liter-Vierzylindermotor. Den Auftrag teilte sich Abbott mit der Tickford in Newport Pagnell, welche für eine zweitürige Limousine im gleichen Design zuständig war. Sie lösten die Healey-Typen Westland (Roadster) und Elliott (Two Door Saloon) ab. Abbott baute 88 Karosserien, Tickford 225.
1954 konstruierte Abbott für den britischen Luxusfahrzeughersteller Bristol Cars eine Cabrioletversion des Bristol 405. Nominell gilt Abbott auch als Hersteller der Karosserien der 43 Serienmodelle. In der Literatur wird das aber bezweifelt. Stattdessen wird davon ausgegangen, dass Abbott nur die Konstruktionsarbeit und den Prototyp herstellte, während die Serienfertigung an Tickford Coachbuilders als Subunternehmer ausgelagert wurde.
Der Bau von Sonderkarosserien wurde danach aufgegeben, und Abbott verlegte sich auf Kombi-Umbauten für britische Ford. Wegen der Konkurrenzsituation zwischen Ford und General Motors war es Abbott verwehrt, auch Limousinen von Vauxhall umzubauen. Entsprechende Aufträge führte stattdessen das Unternehmen Friary Motors in Basingstoke aus, das wie Abbott zu Gordon Sutherland gehörte und auf Konstruktionspläne von Abbott zurückgriff. 1972 stellte Abbott den Betrieb ein.

## Galerie

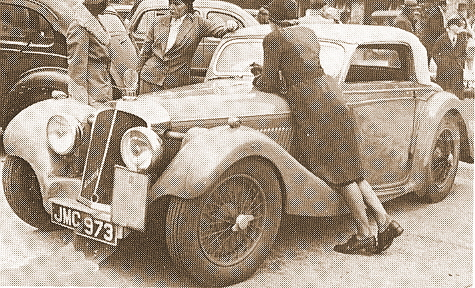
Atalanta 2-Litre s.w.b. 2-seat Drophead Coupe von Abbott (1939)
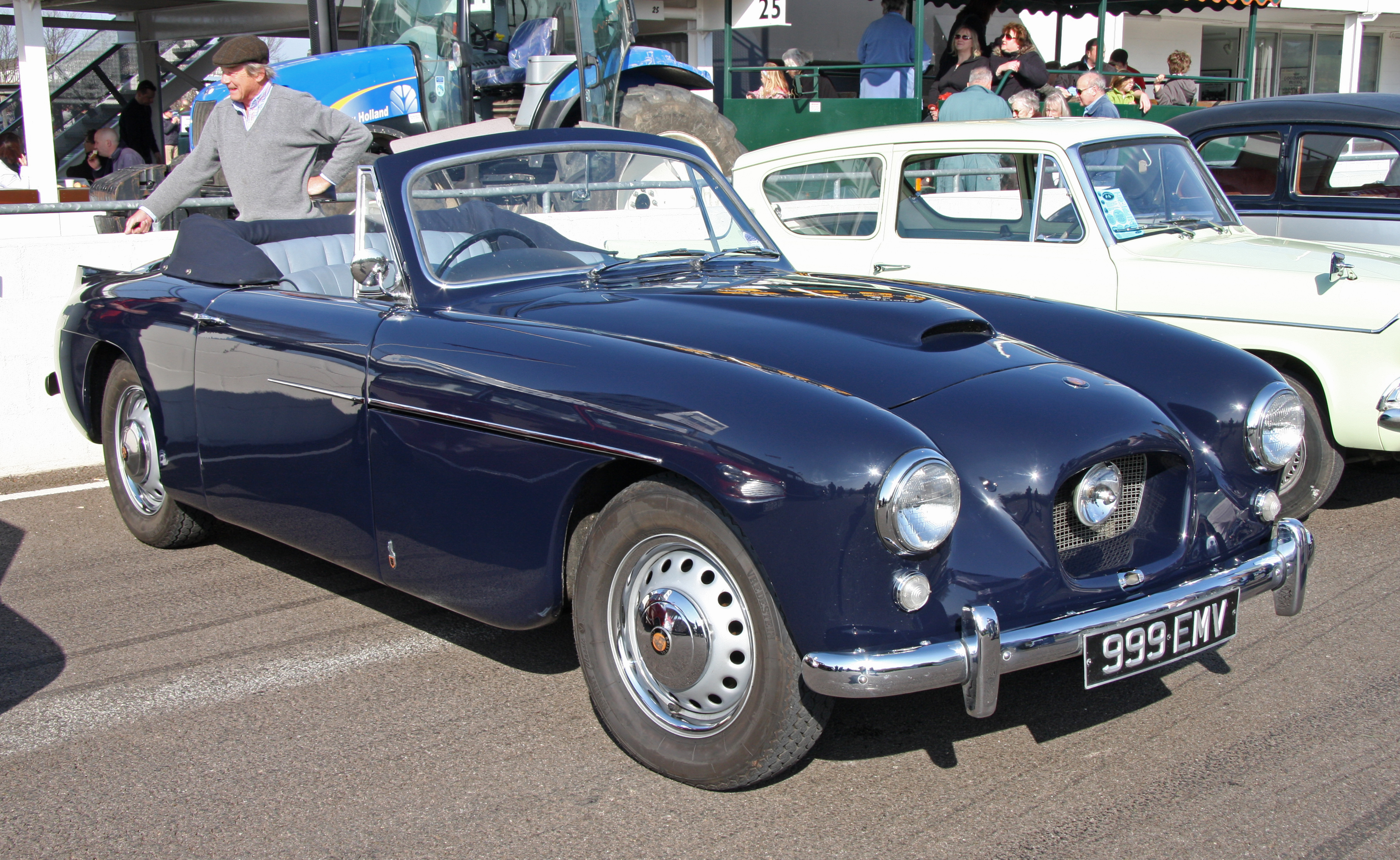
Bristol 405 Drophead Coupé
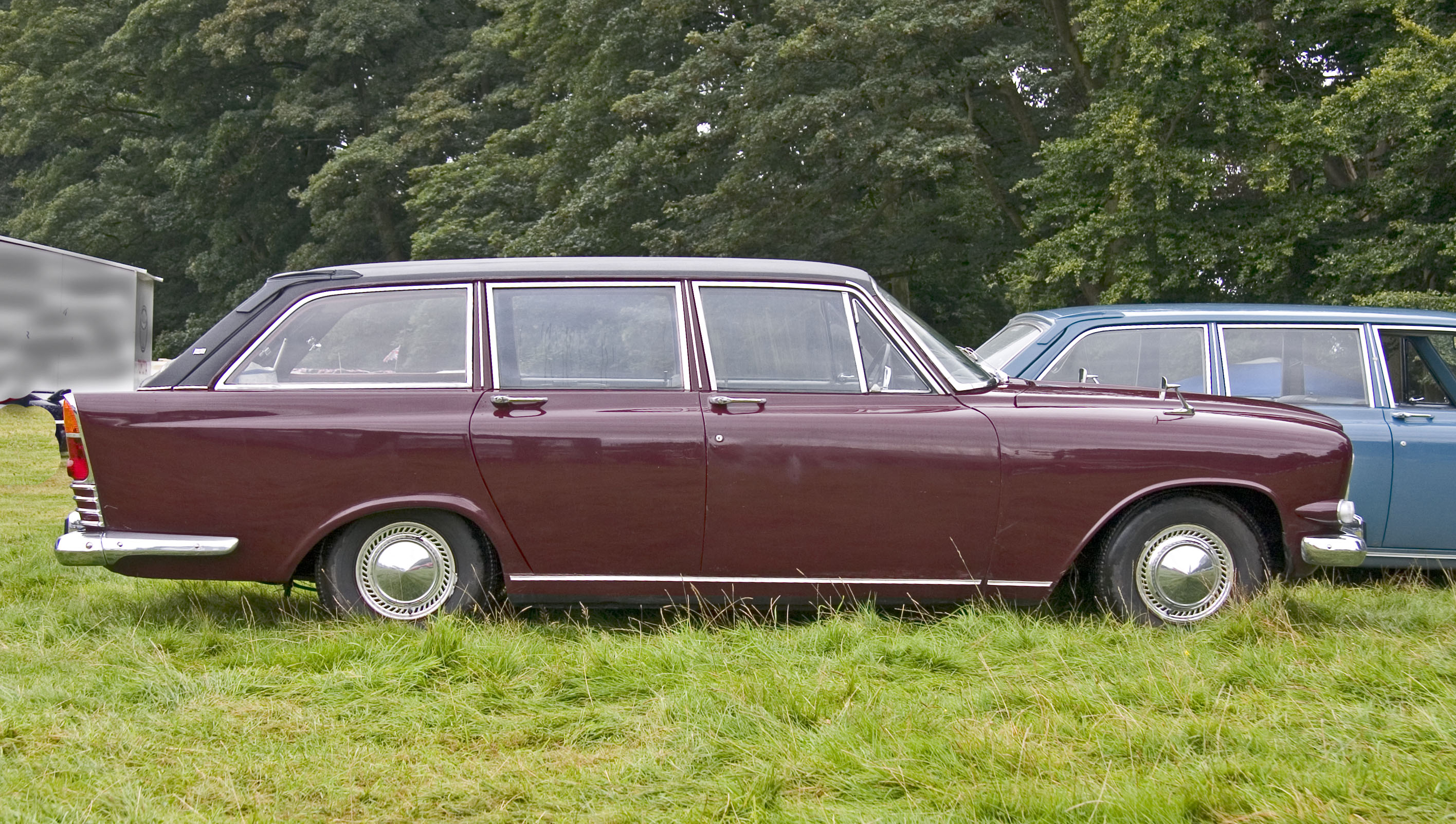
Ford Zephyr 213E Estate; Umbau von Abbott
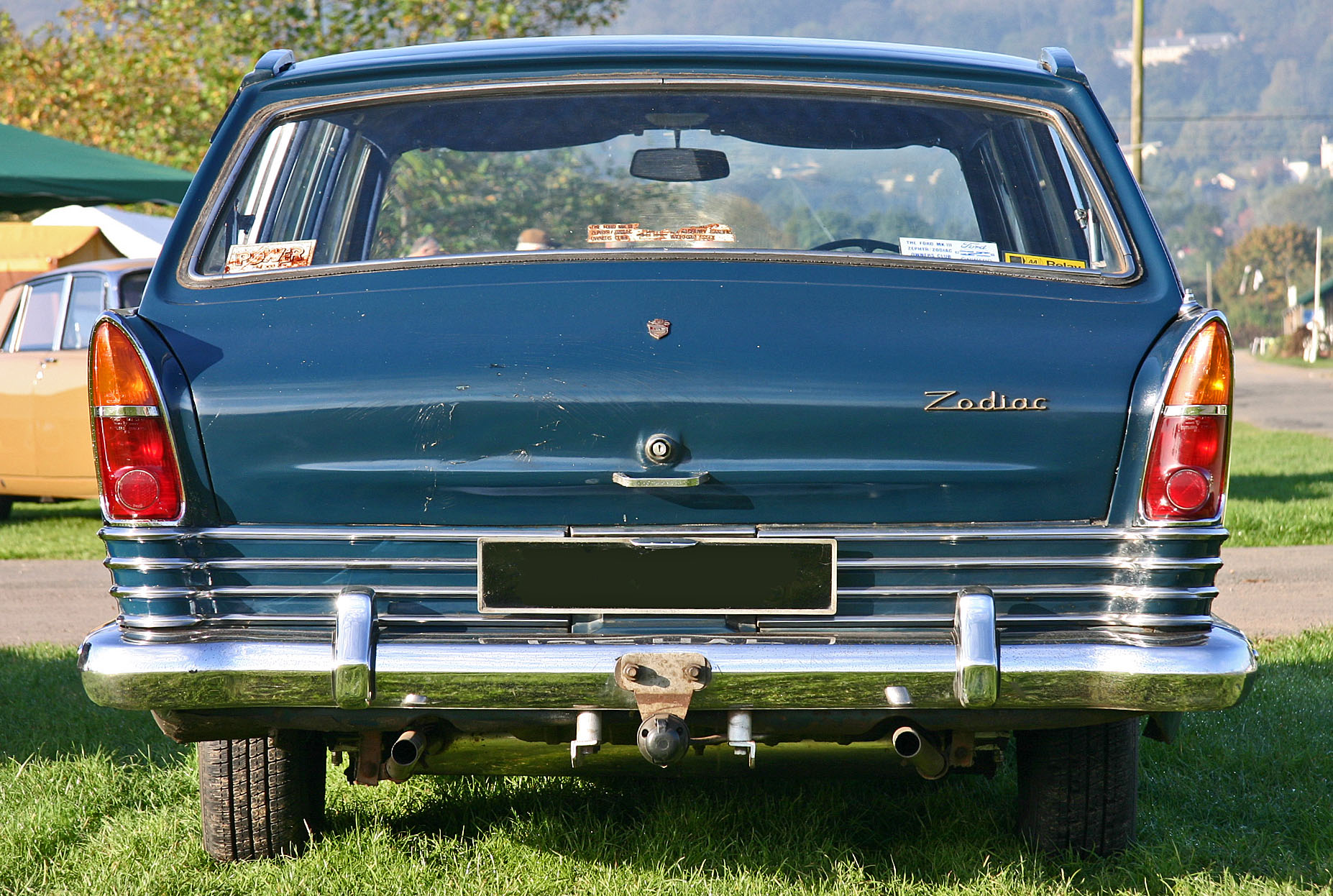
Ford Zodiac 213E Estate